# ريكتسيا كندية
ريكتسيا كندية (الاسم العلمي: Rickettsia canadensis) هي نوع من البكتيريا تتبع جنس الريكتسيا من الفصيلة الريكتسية.